# Lewis Nash
Lewis Nash (30. december 1958 i Phoenix Arizona USA) er en amerikansk jazztrommeslager.
Nash spiller mest i bebop og postbop stil, men mestrer de fleste af jazzens stilarter. Han spiller også latinamerikansk musik.
Han har spillet med bl.a. Dizzy Gillespie, Oscar Peterson, Sonny Rollins, Betty Carter, Ron Carter, Horace Silver, Hank Jones, Wynton Marsalis, Art Farmer og McCoy Tyner. Han har indspillet fem plader i eget navn.

## Diskografi
- Rhythm Is My Business
- It Don't Mean a Thing
- Stompin' at the Savoy